# 縫紋副棘鰍
縫紋副棘鰍（學名：Paracanthocobitis linypha），為輻鰭魚綱鯉形目條鰍科副棘鰍屬的其中一種。分布於亞洲緬甸伊洛瓦底江流域，體長可達4.3公分，棲息在河川底層水域，生活習性不明。

## 扩展阅读
維基物種上的相關：縫紋副棘鰍